# Carex riparia
Carex riparia là một loài thực vật có hoa trong họ Cói. Loài này được Curtis mô tả khoa học đầu tiên năm 1783.

## Hình ảnh

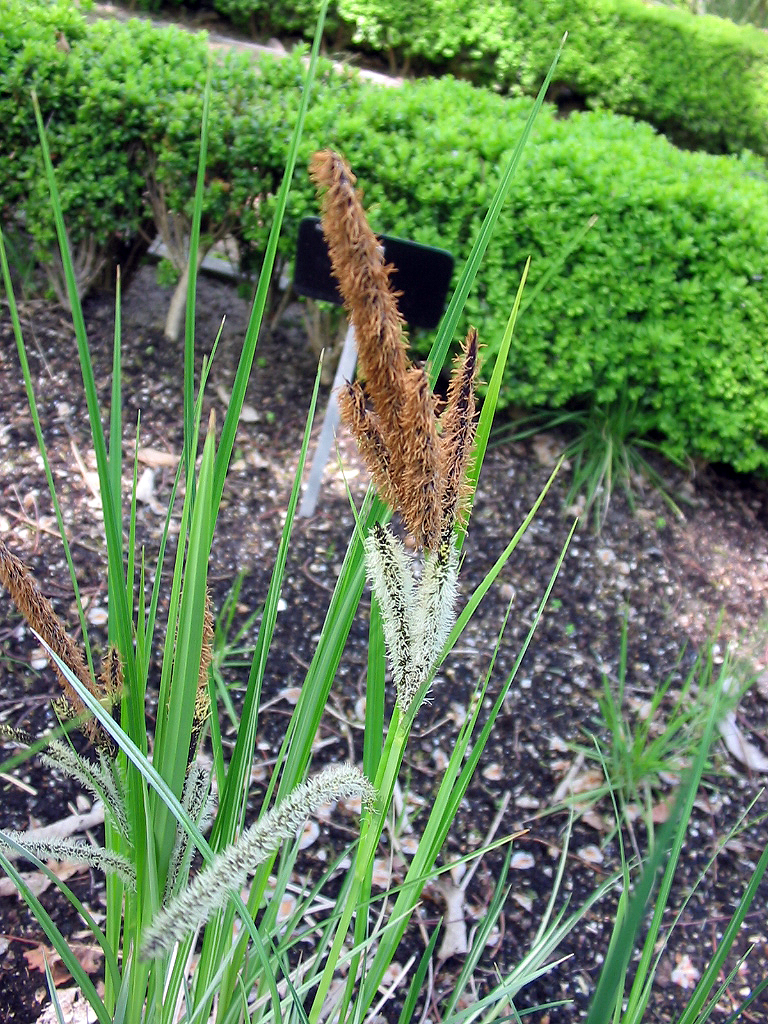
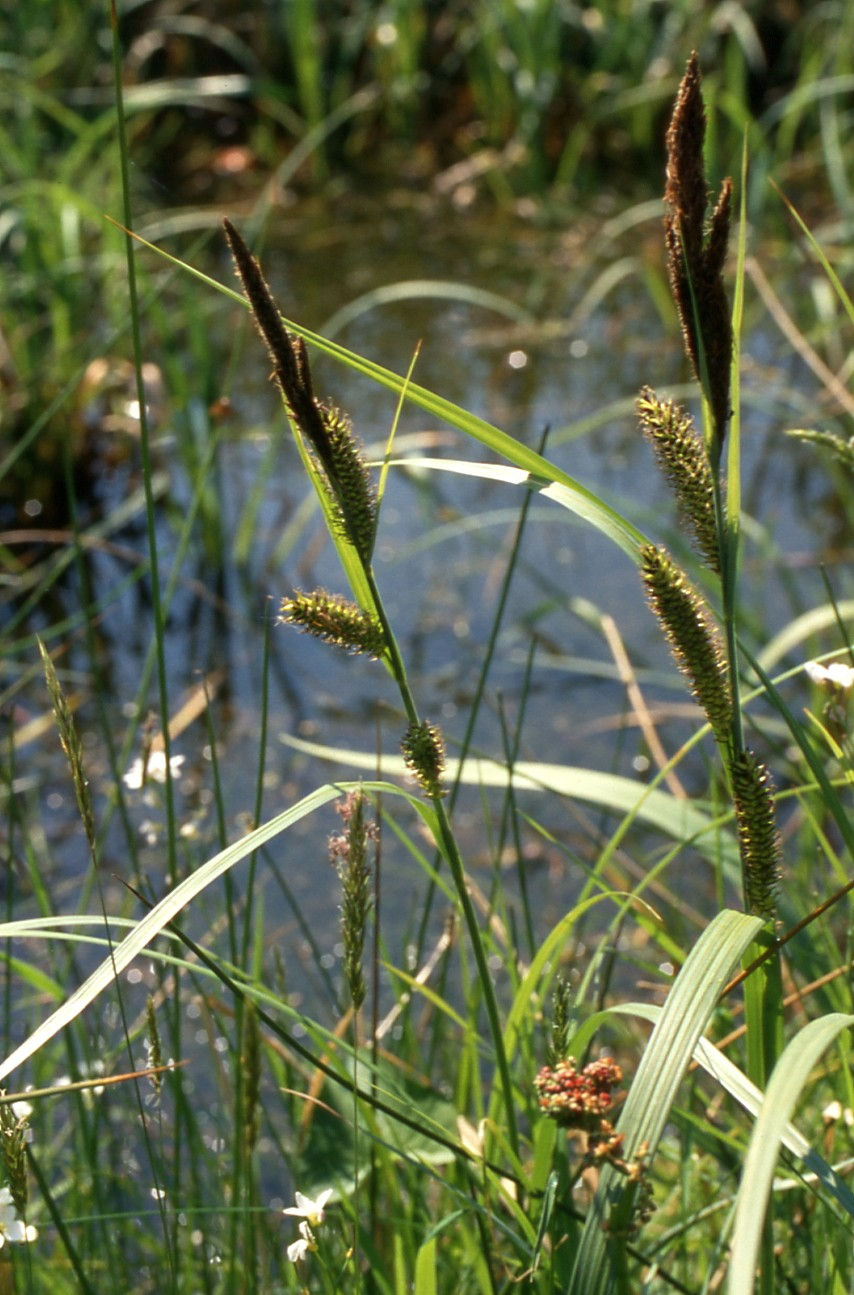
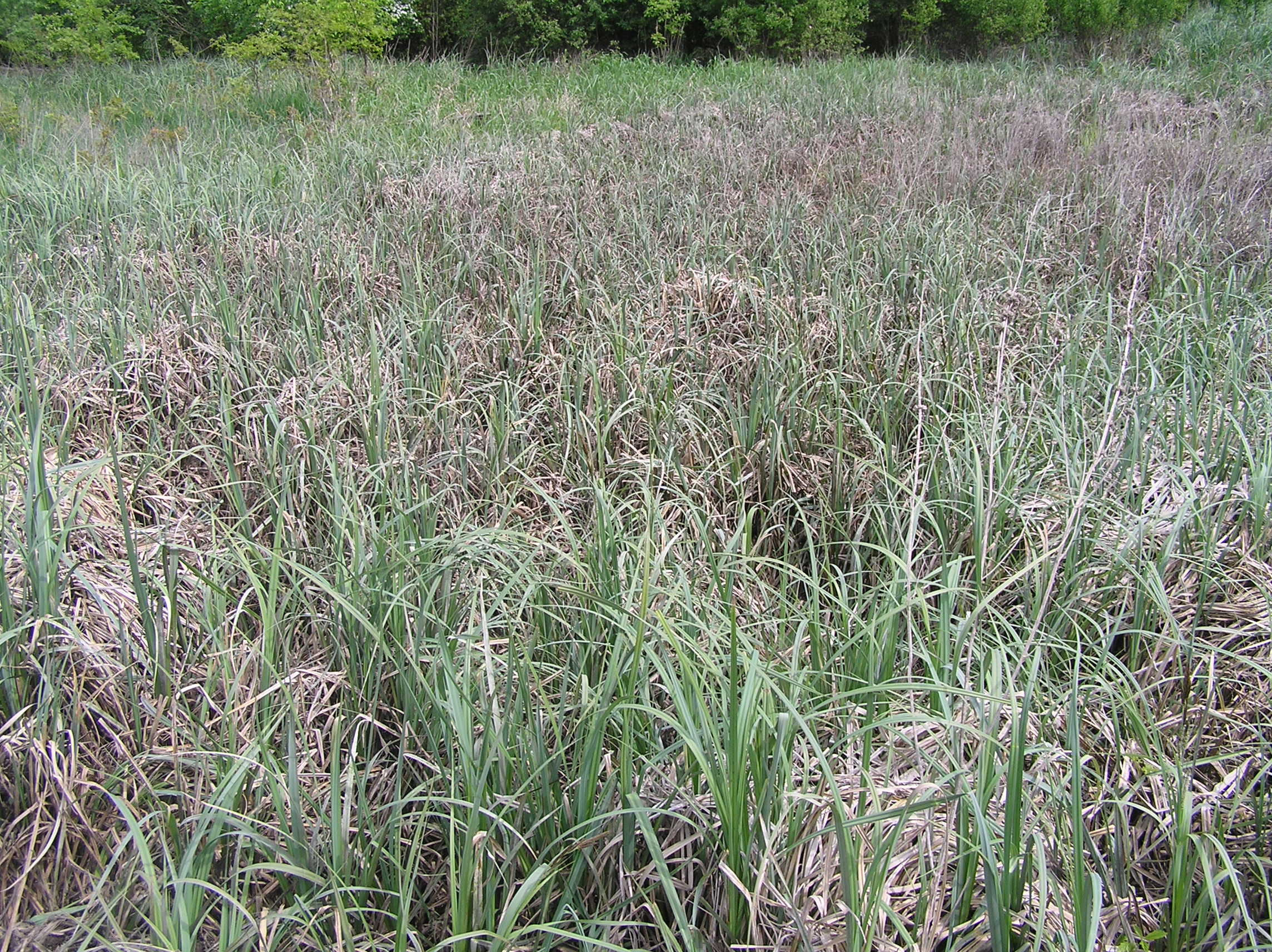
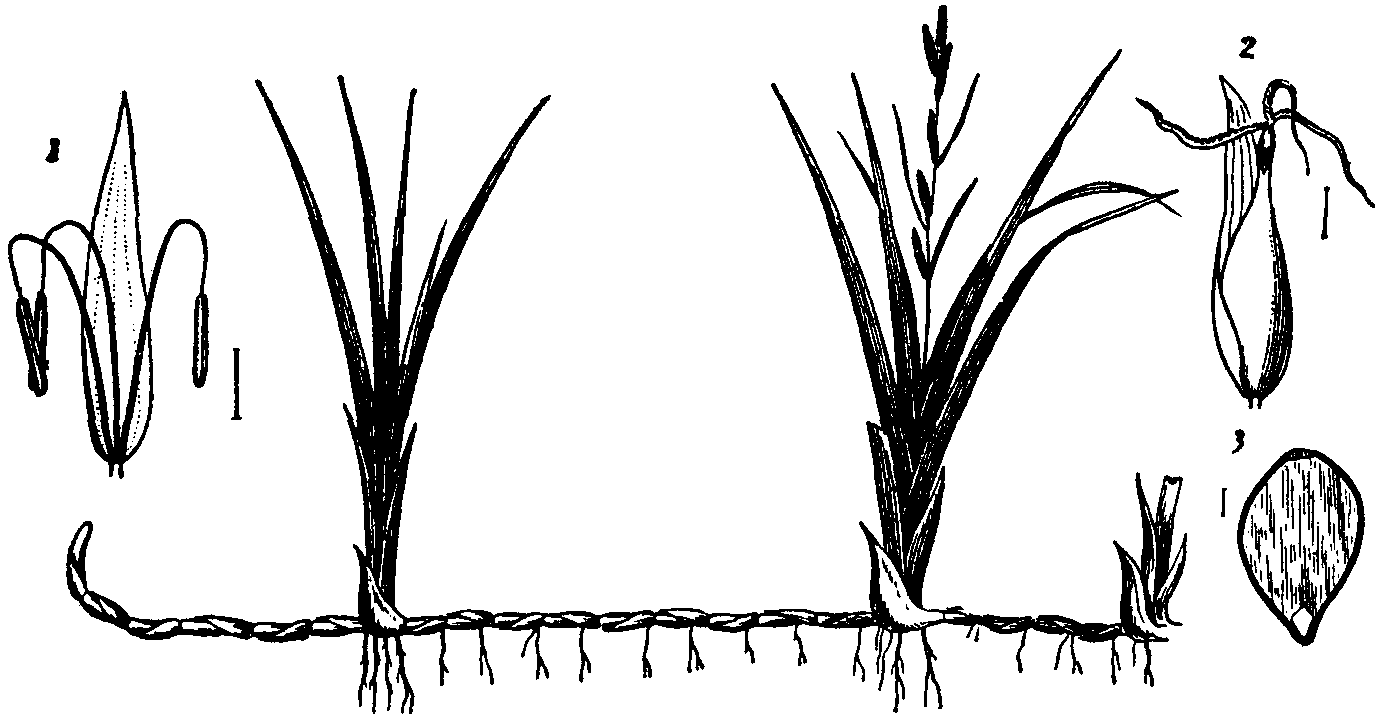